# Felsen-Fingerkraut
Das Felsen-Fingerkraut (Potentilla rupestris, Synonym Drymocallis rupestris), auch Stein-Fingerkraut genannt, ist eine Pflanzenart innerhalb der Familie der Rosengewächse (Rosaceae). Es ist in Europa, Westasien und in Nordafrika verbreitet.

## Beschreibung

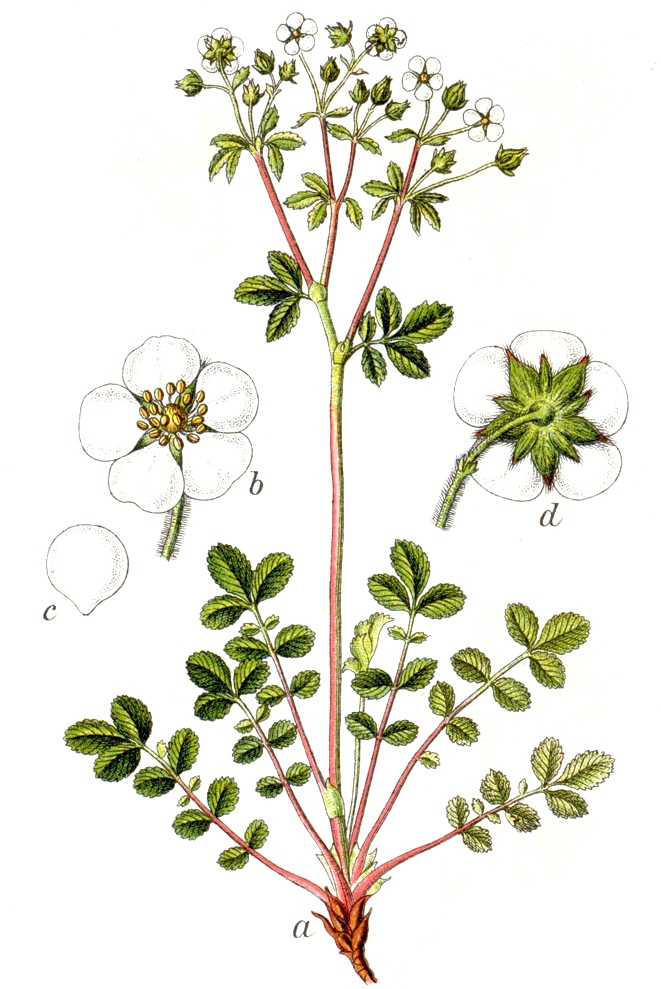
Illustration aus Sturm

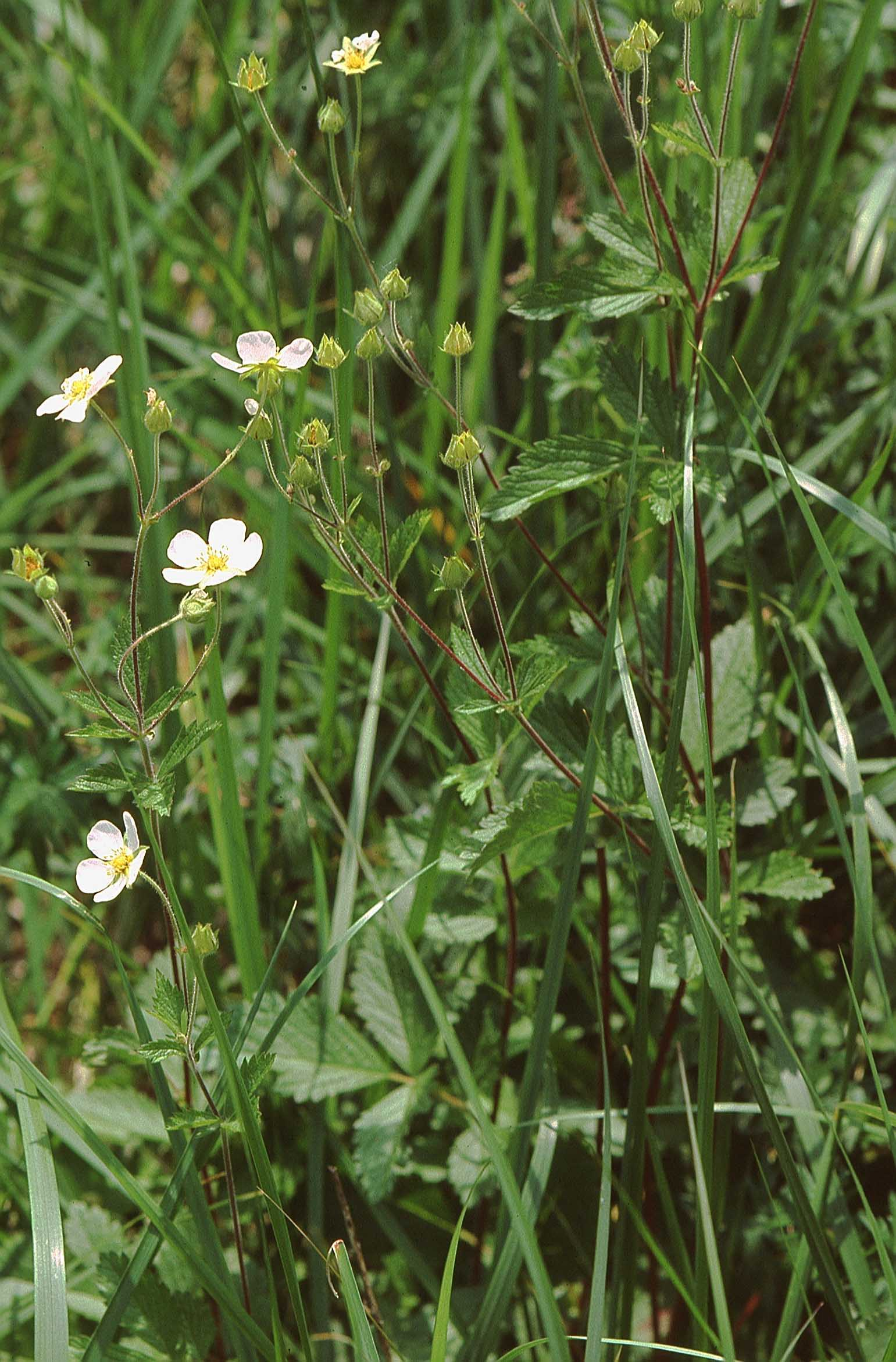
Habitus im Habitat

Das Felsen-Fingerkraut ist eine ausdauernde krautige Pflanze, die Wuchshöhen von 20 bis 60 Zentimetern erreicht. Die Grundblätter des Felsen-Fingerkrauts sind unpaarig gefiedert mit zwei bis vier Fiederpaaren. Die Endblättchen sind etwa 1,5 bis 5 Zentimeter lang, die anderen sind kleiner, breit-eiförmig sowie tief und teilweise doppelt gekerbt-gesägt. 
Der Blütenstandsschaft ist aufrecht, oben steilastig verzweigt und endet in einem lockeren, arm- bis reichblütigen, manchmal fast scheindoldigen Blütenstand. Der Blütenstiel ist lang. Die zwittrigen Blüten sind radiärsymmetrisch und fünfzählig. Die fünf Kelchblätter sind eiförmig, zugespitzt, etwa 7 Millimeter lang und deutlich größer als die lanzettlichen Außenkelchblätter. Die fünf freien weißen Kronblätter sind bei einer Länge von 8 bis 12 Millimetern fast kreisrund. 
Die Chromosomenzahl beträgt 2n = 14.

## Vorkommen und Gefährdung
Das Felsen-Fingerkraut ist von Westeuropa über das südliche Mitteleuropa, in Südeuropa, Südosteuropa bis Osteuropa von Spanien im Westen bis zur Krim und dem Kaukasus im Osten weitverbreitet. Ferner kommt es im nordwestlichen Afrika, in Anatolien und im nördlichen Iran vor. Im Norden existiert ein zersplittertes Areal bis Schottland, südlichen Schweden, südlichen Finnland und Polen. Diese Art wird dem submediterranen Florenelement zugerechnet. In Österreich kommt es im südlichen Teil zerstreut bis selten vor und ist gefährdet, in der Schweiz ist es allgemein zerstreut zu finden.
Das Felsen-Fingerkraut ist in Mitteleuropa in der Eifel, in der Pfalz, im Lahntal und im Steigerwald sehr selten; an den Talhängen des Mains, des Neckars, des Lechs und am Hochrhein sowie in der westlichen und nördlichen Schweiz, in Ober- und Niederösterreich kommt es vereinzelt vor; in den Zentral- und Südalpen ist es selten.
Das Felsen-Fingerkraut ist in Deutschland selten im südwestlichen Gebiet zu finden. Außerhalb dieses Areals ist es nur sehr selten anzutreffen. Sie ist in der Roten Liste der gefährdeten Pflanzenarten Deutschlands von 1996 in „Kategorie 3+“ = „gefährdet“ gelistet.
Potentilla rupestris wächst vor allem in lichten Eichen- und Kiefernwäldern, in Halbtrockenrasen und an Wald- und Gebüschrändern. Seinem Trivialnamen zum Trotz kommt das Felsen-Fingerkraut nie auf Felsen vor, sondern bevorzugt sandigen bis lehmigen Boden. Es besiedelt in Mitteleuropa Gebüsche und lichte Trockenwälder, es geht aber auch in Felsbänder und in Trockenrasen. In Mitteleuropa gedeiht es hauptsächlich in Pflanzengesellschaften des Verbands Geranion sanguinei, kommt aber auch in Gesellschaften des Verbands Mesobromion oder der Ordnung Sedo-Scleranthetalia vor.
Das Felsen-Fingerkraut gedeiht am besten auf kalkarmen, steinigen Lehmböden.
Die ökologischen Zeigerwerte nach Landolt & al. 2010 sind in der Schweiz: Feuchtezahl F = 2 (mäßig trocken), Lichtzahl L = 4 (hell), Reaktionszahl R = 2 (sauer), Temperaturzahl T = 3+ (unter-montan und ober-kollin), Nährstoffzahl N = 3 (mäßig nährstoffarm bis mäßig nährstoffreich), Kontinentalitätszahl K = 4 (subkontinental).